# Kurt Moritz
Kurt Moritz (* 6. Mai 1902 in Magdeburg als August Hugo Emil Kurt Moritz; † 17. September 1973 in Osnabrück) war ein höherer deutscher Polizeibeamter, Mitarbeiter der Gestapo und ab 1939 Mitglied der Geheimen Feldpolizei. Von den späten 1940er-Jahren an war er Geheimdienstmitarbeiter der Organisation Gehlen.

## Leben

### Bis 1945
Kurt Moritz wuchs in Magdeburg auf, wo er ab 1911 die Guericke-Oberrealschule besuchte. Nach 1919 war er kurz Mitglied eines Freikorps, 1921 bestand er sein Abitur. Im selben Jahr begann er eine Banklehre. Sein Studium der Volkswirtschaft brach er ab. Nach wechselnden Stellen als Chemikalienvertreter, kaufmännischer Angestellter und Bankbeamter trat Moritz am 15. September 1926 als Kriminalkommissar-Anwärter ins Polizeipräsidium Magdeburg ein und besuchte bei der Ausbildung die „Höhere Polizeischule“ in Berlin-Charlottenburg. Im Oktober 1928 zum Hilfskriminalkommissar ernannt, wurde er im April 1929 zum Polizeipräsidium Berlin versetzt und zum Kriminalkommissar befördert. Hauptsächliches Arbeitsgebiet waren Einbrüche.
Am 26. November 1933 wurde Moritz zum Geheimen Staatspolizeiamt versetzt. Laut den Geschäftsverteilungsplänen des Amtes war er Anfang 1934 in der Abteilung III (Bewegungsabteilung) mit der Überwachung und Verfolgung politischer Gegner beschäftigt. Im Oktober 1934 war er bei der Politischen Polizei Leiter des Dezernats II 1 A 4 (Komintern, GPU, russische Konstitutionen, rechtsrussische Bewegung, deutsche Rückwanderer aus der UdSSR, Ausländerregistratur). Als erfahrener Kriminalist wurde er im März 1935 zum Polizeipräsidium Berlin zurück versetzt, wo er schließlich im Mord- und Raubdezernat arbeitete. Dort war er maßgeblich an der Aufklärung der von den Gebrüdern Götze begangenen Straftaten beteiligt. Im Dezember 1938 wurde er deshalb zum Kriminalrat befördert. Anschließend war er Leiter der Kriminalinspektionen Wedding-Reineckendorf und Schöneberg.
Am 25. August 1939 wurde Moritz zur „Gestapo der Wehrmacht“, der Geheimen Feldpolizei (GFP), einberufen. Nach der Teilnahme am Überfall auf Polen wurde er in den GFP-Gruppen 601 und 131 im Bereich des Militärbefehlshabers in Belgien und Nordfrankreich eingesetzt. Am 10. Dezember 1939 beantragte er die Aufnahme in die NSDAP und wurde zum 1. Januar 1940 aufgenommen (Mitgliedsnummer 7.909.994). Etwa zur selben Zeit – möglicherweise auf dem Wege der Dienstgradangleichung – wurde er als Hauptsturmführer Mitglied der SS (SS-Nummer 353.582). Nach kurzem Zwischenspiel bei der Sicherungsdivision 207 in Köslin wurde Moritz im Juni 1941 Verbindungsbeamter des Leitenden Feldpolizeidirektors Frankreich zum Militärbefehlshaber Frankreich. Ferner war er Leiter eines zentralen Sonderkommandos in Paris, das speziell zur Zerschlagung der französischen Résistance gebildet worden war.
1942 wurde er zur Kriminalpolizei nach Berlin zurück beordert, wo er zunächst Leiter der Betrugs-Inspektion wurde. Gleichzeitig wurde er SS-Sturmbannführer. Im Reichssicherheitshauptamt (RSHA) war Moritz dann in der Abteilung V C 2 („Schutzhaftangelegenheiten“) tätig. Anfang Mai 1943 wurde Moritz als ständiger Vertreter des Leiters der Kriminalpolizei nach Magdeburg versetzt und dort am 1. Januar 1945 zum Kriminaldirektor ernannt. Am 20. April 1945 wurde Moritz von amerikanischen Truppen gefangen genommen und in verschiedenen Lagern interniert.

### Nachkriegszeit
Im Februar 1947 wurde Kurt Moritz aus der Gefangenschaft entlassen und ging im Mai 1947 zurück nach Berlin. Dort wurde er im Juni und im August 1947 auf Anordnung der Amerikaner zweimal verhaftet, im Lager Wannsee verhört und Ende August an die französische Militärpolizei übergeben. Mitte November wurde er nach Paris ins Militärgefängnis Cherohe-Midi überführt. Das Verfahren vor dem Militärtribunal gegen ihn wurde im April 1948 eingestellt (Ordonnance de Non-lieu). Mitte April 1948 kehrte Moritz nach Berlin zurück und arbeitete dort zunächst in der Konditorei seines Schwiegervaters. Anfang Dezember 1948 wurde er entnazifiziert.
Ende 1949 wurde Kurt Moritz Mitarbeiter der Organisation Gehlen (V-Nummer 3080, Deckname Kurt Maue). Zunächst Befrager im Notaufnahmelager Marienfelde, war Moritz später Leiter der Waldkapelle der OG-Bezirksvertretung Berlin, einer internen Sicherungsgruppe.